# Pisapapas

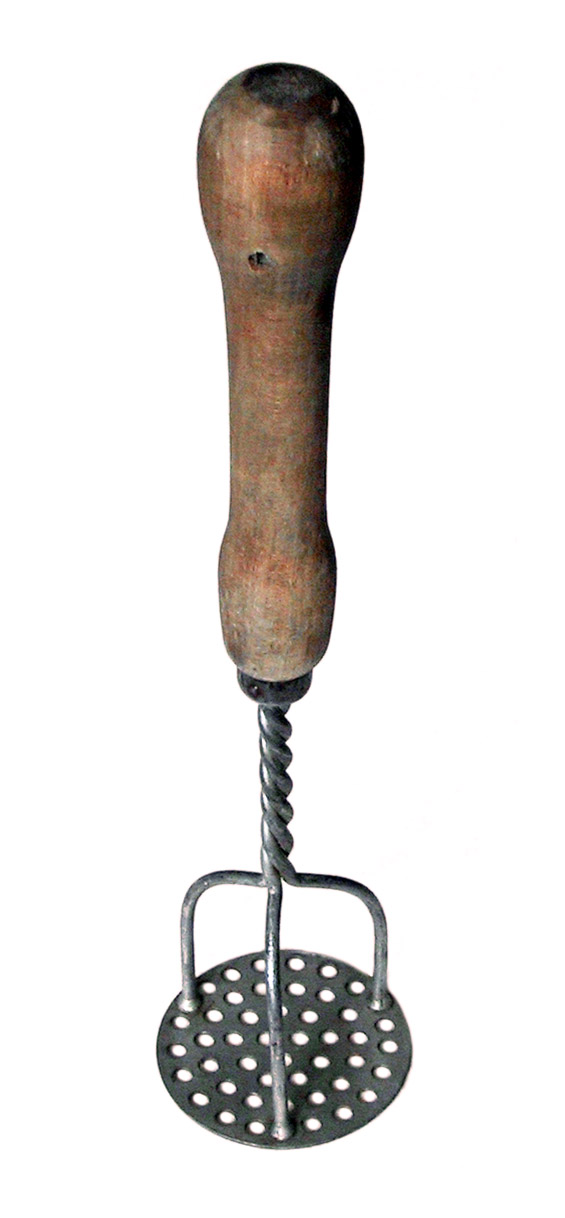
Un pisapatatas con plancha metálica agujereada

El  pisapapas o pisapatatas es un utensilio de cocina empleado para aplastar y triturar comidas blandas para hacer puré. Su uso más común, del que toma el nombre, es para aplastar papas o patatas. Consiste en un mango con una plancha metálica con agujeros, una rejilla o un alambre grueso en forma de zigzag en un extremo (a noventa grados del mango). A diferencia de utensilios como la licuadora de mano o el pasapuré, que son capaces de convertir los alimentos en un puré muy fino y homogéneo, el pisapapas trincha de una forma más irregular, conservando así una parte de la textura del alimento original.